# Anisotremus
Anisotremus é um gênero de peixes da família Haemulidae

## Espécies
- Anisotremus caesius (Jordan & Gilbert, 1882)
- Anisotremus davidsonii (Steindachner, 1876)
- Anisotremus dovii (Günther, 1864)
- Anisotremus interruptus (Gill, 1862)
- Anisotremus moricandi (Ranzani, 1842)
- Anisotremus pacifici (Günther, 1864)
- Anisotremus scapularis (Tschudi, 1846)
- Anisotremus surinamensis (Bloch, 1791)
- Anisotremus taeniatus (Gill, 1861)
- Anisotremus virginicus (Linnaeus, 1758)